# 日本海中部地震
日本海中部地震（にほんかいちゅうぶじしん）は、1983年（昭和58年）5月26日11時59分57.5秒に、秋田県の能代市西方沖80 km（北緯40度21.6分 東経139度04.4分 / 北緯40.3600度 東経139.0733度）の地点で発生した逆断層型の地震である。地震の規模はM7.7（Mw7.7-7.9）。

## 概要
日本海側で発生した地震としては当時最大級のものであり、秋田県・青森県・山形県の日本海側で10 mを超える津波による被害が出た。日本国内での死者は104人に及び、そのうち100人が津波によるものであった。家屋の全半壊3,049棟、船舶沈没または流失706隻、被害総額は約518億円。
震度4以上（当時の震度階による）を観測した地点は以下の通りである。
| 震度 | 都道府県 | 観測所           |
| ---- | -------- | ---------------- |
| 5    | 青森県   | 深浦・むつ       |
| 5    | 秋田県   | 秋田             |
| 4    | 青森県   | 青森・八戸・弘前 |
| 4    | 北海道   | 森・江差         |
| 4    | 岩手県   | 盛岡             |
| 4    | 山形県   | 酒田             |

震源に最も近い能代市では当時まだ地震計が設置されておらず、震度5またはそれ以上と推測される。

## 解説
本震に先立ち前震とみられる地震が5月14日22時49分頃(M 5)、5月22日4時52分頃(M 2.4)、同日23時14分頃(M 2.3)に本震と同じ場所で発生している。本震は、約20秒間隔で発生した2つの揺れで構成されている。本震発生後の余震は、6月1日0時まで有感地震が211回、無感地震が828回あった。さらに6月に入ってから6月9日21時49分にM 6.1、同22時4分にM 5.9、そして最大の余震(M 7.1)が本震発生後の1か月ほど後の6月21日15時25分に発生した。この余震では津波が観測された。
気象庁が正式名称の「日本海中部地震」を発表するまでの間に報道各局が便宜上使用した名称として使われ、公式の記録上には残らないものに「秋田沖地震」や「日本海秋田沖地震」の通称がある。

### 地学的知見
樺太から新潟沖へとつながる、日本海東縁変動帯の日本列島の乗る島弧地殻と、日本海の海洋地殻の境界付近で発生した地震。後年の詳細な調査により、プレート境界型に近い地震発生様式である可能性が高いことが明かになった。また約1000年前に、同様な大地震が発生していた可能性も指摘されている。
青森県西津軽郡岩崎村の沖合約40 kmで、震源域のすぐ近くにある長さ50 m、幅13 m程度の岩礁の島、久六島では約30 cm - 40 cm沈下したと考えられる。

### 地震像
震源域は“く”の字を逆にした様な形で、総延長が約100 km。
複数の手法による解析の結果、いくつかの破壊モデルが挙げられている。
その1つは、本震は約50秒間の3つのサブイベントからなる。第1イベントは最初の破壊点から北北東方向に久六島の西方沖まで破壊が進んだ。第2イベントは第1イベントの終了後約10秒間の時間をあけて北北西に進み北緯40.8付近で止まった。第3イベントは第2イベントが止まった北緯40.8付近で破壊方向を北北西方向に変え進んだ。
別な解析では、2つのサブイベントからなり主破壊は30 - 35 km離れたところで24秒 - 26秒間隔で発生した、などがある。

### 前震活動
1964年男鹿半島沖地震 (M 6.9)は破壊開始点が近接しており先行した地震と考える説もある。また、本震発生の12日前の5月14日に 破壊開始点付近でM 4.9 の地震が発生し顕著な活動は、5月20日頃まで続いた。また発生に先立ち、約10年間の静穏化が発生していた。

## 地震被害
| 地域   | 死者・負傷者数 | 死者・負傷者数 | 住宅被害棟数 | 住宅被害棟数 | 住宅被害棟数 | 住宅被害棟数 | その他 | その他 |
| 地域   | 死亡           | 負傷           | 全壊         | 半壊         | 全半焼       | 一部損壊     | 道路   | 山崩れ |
| ------ | -------------- | -------------- | ------------ | ------------ | ------------ | ------------ | ------ | ------ |
| 北海道 |                | 5              |              |              |              | 55           | 2      | 3      |
| 青森県 |                | 18             | 167          | 587          | 2            | 1265         | 77     |        |
| 秋田県 | 4              | 36             | 757          | 1029         | 3            | 1735         | 535    | 40     |
| 山形県 |                |                |              |              |              | 1            | 1      |        |
| 新潟県 |                |                |              |              |              |              | 1      |        |
| 合計   | 4              | 59             | 924          | 1616         | 5            | 3056         | 616    | 43     |

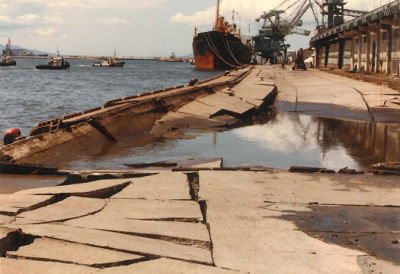
陥没した埠頭 (秋田県秋田市秋田港)

- 倒壊物等により、秋田県内で4人が死亡した。
  - 秋田市大町二丁目の本金デパートの名物「本金タワー」が倒壊し屋根を直撃、4階で催事の準備をしていた主婦3人が下敷きになり1人が死亡した。
  - 能代市と男鹿市では、地震によるショックで、高齢女性がそれぞれ1名死亡した[14]。
- 家屋の被害は、全壊934戸、半壊2115戸、一部損壊3258戸、流出52戸、浸水214戸、その他2582戸に達し、被害総額は1482億3827万円余。秋田県では太平洋戦争下の土崎空襲以後の最大の災害であった。
- 火災被害の報告は一般家屋ではなかったが、秋田市の東北電力秋田火力発電所内の原油の浮屋根タンクで火災が発生し、新潟でも石油タンクが石油の溢流を起こした。これらは長周期地震動によるスロッシングによるものであることが後にわかった[15][16]。
- 液状化現象によって、港湾・道路・鉄道・八郎潟の干拓堤防の破壊などが起きた。液状化現象は1964年（昭和39年）の新潟地震から注目された現象であったが、この地震での広範囲にわたる被害により、さらに注目されるようになった。
- 地震による直接的な被害は比較的少なかったが、電力・通信・ガス・水道・交通などのライフラインが被害を受け、特に水道やガスなどの被害は市民生活に長期間の影響を与えた。二次被害が心配されたが、梅雨の時期を迎えてもこの年は比較的降雨量が少なく、大事に至らなかった。
- 283箇所の人造の溜め池の堤体（堤）の全体が崩壊、あるいは堤体の一部崩壊、亀裂、沈下が発生、10箇所では決壊も生じた。決壊は最大震（本震）の直後から数十分程度で生じたと考えられる。なお、堤体の築造後10年以内の被害率および被害の程度が大きかった事が報告されている[17]。
- 男鹿市船越地区と南秋田郡天王町（現在の潟上市）とを連絡する幹線道路に関し、八郎潟に架かる橋と陸地との間で数十センチの路面段差が生じたため一時的に車両の通行が遮断された。

## 津波被害
| 地域   | 死者・負傷者数 | 死者・負傷者数 | 住宅被害数（棟） | 住宅被害数（棟） | 住宅被害数（棟） | 住宅被害数（棟） | 船舶（隻） | 船舶（隻） | 船舶（隻） |
| 地域   | 死亡           | 負傷           | 全壊             | 半壊             | 流出             | 一部損壊         | 沈没       | 流出       | 破損       |
| ------ | -------------- | -------------- | ---------------- | ---------------- | ---------------- | ---------------- | ---------- | ---------- | ---------- |
| 北海道 | 4              | 19             | 9                | 12               |                  |                  | 42         | 180        | 289        |
| 青森県 | 17             | 4              |                  |                  |                  |                  | 21         | 65         | 228        |
| 秋田県 | 79             | 71             |                  | 485              | 52               | 202              | 60         | 136        | 483        |
| 山形県 |                |                |                  |                  |                  |                  | 9          |            |            |
| 新潟県 |                | 2              |                  |                  |                  |                  |            | 8          | 24         |
| 石川県 |                | 3              | 1                | 2                |                  |                  | 12         | 6          |            |
| 京都府 |                |                |                  |                  |                  |                  | 7          | 18         |            |
| 島根県 |                | 5              |                  |                  |                  |                  | 104        | 56         | 145        |
| 合計   | 100            | 104            | 10               | 499              | 52               | 202              | 235        | 451        | 1187       |

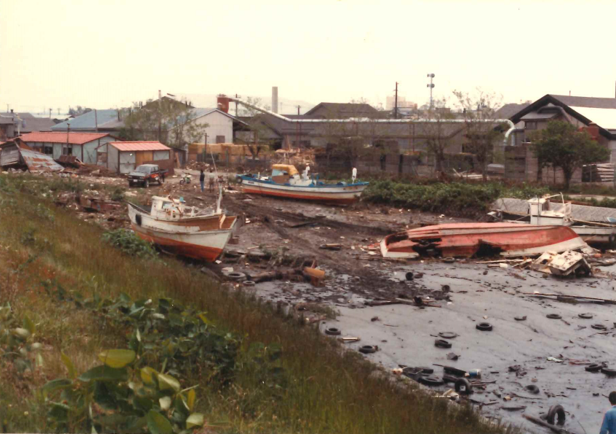
漁船被害 (秋田県能代市能代港中島橋)

当時のシステムで津波警報が発表されたのは地震発生から14分後であったことと、日本海側に津波は来ないという俗説がまかり通っていたことが人的被害を大きくした。
到達が最も早かった青森県の西津軽郡深浦町では地震発生約7分後に引き波として到達し、8分後第1波として到達している。最大潮位は65 cmであった。最も波高が高かった場所は秋田県の山本郡峰浜村（現在の八峰町）で波高14 mを記録した。また、男鹿半島でも6 mの津波を記録している。しかし、冬の季節風による強烈な波浪を防ぐために作られた日本海側特有の頑丈な港湾施設が波を弱めたとも言われている。
津波による死者の内訳は41人が護岸工事中の作業員、釣り人が18人、遠足中の小学生13人などであった。地震発生が晴天の昼間、当日の波が穏やかだった等の事情により、沿岸には作業船、漁船、レジャー船などが多数出船していた。そのため、直ちに救助作業や遺体の収容作業が行われ、遺体が収容できなかった行方不明者は無かった。
津波は概ね10分位の周期であった。

### 秋田県の被害

八峰町（旧・八森町）にある、犠牲者を追悼するために建立された「濤安の乙女」像（2013年9月）

- 当時、東北電力能代火力発電所建設のため埋め立て工事中であった能代港では、埋め立ての外枠となるケーソン上で作業中だった作業員や潜水士などが津波に飲み込まれ、35人が死亡する最大の被害が出た。能代港には殉難者慰霊碑が設立されている。
- 男鹿市の加茂青砂では、遠足で訪れていた北秋田郡合川町（現在の北秋田市）立合川南小学校の児童43人と引率教諭たちが津波に襲われた。多くは漁船や付近の女性などに救出されたが、児童13人が死亡した。遺留品の散乱する現場の空撮映像が全国ニュースで配信されたこともあって、県民や国内はもとより日本国外にも大きな衝撃を与えた。合川南小学校にはローマ教皇ヨハネ・パウロ2世をはじめ、全世界からメッセージが寄せられた。また、同校では外国人音楽家による無料演奏会も催された。男鹿市立加茂青砂小学校（2001年（平成13年）4月に北陽小学校へ統合され廃校）には、合川南小学校の慰霊碑が建立されている。
- 男鹿市の男鹿水族館では、観光客のスイス人女性が津波にさらわれて死亡した。その後、記憶に留め慰霊するために水族館駐車場脇に像が建てられた。このほか男鹿では日本海中部地震津波慰霊の碑に波の高さが刻まれている。
- 漁船が転覆するなどして、能代市・山本郡峰浜村・八森町（現在の八峰町）で漁業関係者10人が死亡した。また、峰浜村では砂丘を乗り越えて押し寄せた津波が海岸線から800メートル奥まで到達して農作業中の3人が死亡したほか、八森町では2人が死亡した。
- そのほか磯釣りをしていた10人など県内全体で79人が死亡した。
- 能代港・秋田港・八森港・男鹿漁港など港湾施設で大きな被害が出たほか、漁船や沿岸部の建築物も大きな被害を受けた。
- 男鹿市の堤防に関しては、河口付近で途切れる堤防端部の津波ダメージが大きかった。特に河川に面した堤防土台部の石垣の石組みが津波によって崩落・流出する被害が目立った。
- 男鹿市の砂浜の桟橋に関しては、橋を架けた橋脚がズレたり傾いたりすることで上部構造がズレ落ちる被害（海底の液状化現象）が発生した。

### 青森県の被害
- 県内外から来ていた釣り客9人が津波に襲われ死亡した。ほか、漁港の修築工事中に逃げ遅れた者、作業中の漁業関係者など合計17人が死亡した。
- 震源地に近い日本海側沿岸の町村で853隻の漁船が損壊するなどの水産関係で大きな被害を受けた。
- この地震による青森県内の被害総額は、518億1495万6千円にのぼった[19]。

### 石川県の被害
- 石川県でも津波の被害を大きく受けた[20]。珠洲市の最先端・狼煙漁港では、最高潮位2.5mとなり、漁船が転覆するなどした[20]。舳倉島では、満潮も重なり、潮位は3mを越え、住宅が被害を受けた[20]。県内の漁業被害は約4億円、漁船の転覆などの被害は60数隻だった[21]。また、同県に限らず、日本海側特有の事情として、地震に際して、砂泥が噴き上げ、建物が倒壊する被害が目立った[21]。
- 能登半島にある石川県輪島市では当日午前中、漁港近くで別の取材をしていたNHK金沢放送局の記者が津波襲来時の撮影に成功している。市内中心部を流れる輪島川河口を、高さこそ1m強ながら凄まじいエネルギーで逆巻いて遡上する激しい波の姿や、河口に隣接する輪島漁港内から逃げ遅れて波にまかれ転覆する小型刺し網漁船と辛くも脱出する船長の姿など、津波の現実を生々しく捉えた映像が全国へ送り出された。この映像記録は、後々まで研究者の貴重な資料として活用されている。
- 輪島漁港の様子が放映される一方で、その沖合50 km北に位置する舳倉島の被害はほとんど伝えられることはなかった（地元の教師が撮影した津波の映像は上記のNHKの番組で放送されている）。津波警報からわずか5分後に津波が襲来、海抜わずか11 mとあって家屋等の被害も甚大であった。満足な通信設備のなかったことや、島民に死者がでなかったことなどが背景にある。小規模だった堤防は役に立たず、小さな漁港は漁網や流入物で接岸できなくなり、満足な重機もなかった上に支援に入ることもままならなかった島では、人力中心の復旧となり、完全復旧するには夏までかかった。

### その他の地域
- その津波は遠く北近畿や山陰地方、九州北部にまでも到達し、島根県の江の川などでも中流で川を遡る50cm以上の波がはっきりと空撮で報道された。
- 震源域から直接到達した波のほかに、対岸の朝鮮半島や沿海州で反射した波も2 - 5時間後に積丹半島・山陰沿岸・能登半島などに顕著な震幅の波として到達している[22]。

### 日本国外
- 対岸の韓国にも津波が襲来[注 1]し、死者1人、行方不明者2人と報道された。韓国で被害が発生したのは日本海中央部にある大和堆によって津波が増幅されたのではないかとも言われている。韓国中央気象台の観測によれば、2 - 5 mの浸水高を観測し約4億ウォンの被害を計上した[24]。
- ソ連（現在のロシア）でも沿海州（沿海地方）で津波が観測されている。ウラジオストクでは、日本海中部地震の情報から住民を高台に避難させたという。ウラジオストクでは津波の高さはそれほどでもなく、人的被害はなかった。

## 津波警報
この地震によって生じた津波では、実際に津波が来襲してから津波警報が発表されている場所が多かった。これは、震源と海岸線が近いこともあるが、気象庁から当時は電報書式で伝達されていた「ゴクオオツナミ」（5区大津波）という津波警報を、「極大津波」と勘違いした地区の担当者がいたこともあった。5区とは日本海側北部と陸奥湾のことであったが、勘違いのため津波が少ないとされていたこの地区の担当者の通報が遅れた。ただ、仮に勘違いがなかったとしても津波警報は間に合わなかったとされた。
津波警報の遅れは問題視され、その後各種の改善策が採られた。一例として、無線により各地へ津波警報を伝え、海岸線の人々にそれを伝えるシステムが構築されたことが挙げられる。このシステムが導入された後の大地震としては北海道南西沖地震があるが、それでも奥尻島で津波警報発表とほぼ同時、またはそれよりも早く津波が到達したため、以後も数々の改善が図られている。
日本海中部地震の経験から作り上げたシステムは、スマトラ島沖地震で甚大な被害を受けた地区にも紹介された。
日本沿岸での「大津波警報」発令は、1953年11月26日に発生した房総沖地震以来、30年ぶりとなった。

## 報道
地方の放送局や一般家庭にもビデオカメラが普及し始めた時期であり、地震の瞬間や津波の鮮明な映像が初めて多く残されたことも1つの特徴である。

### テレビ
- NHK総合テレビとラジオ第一放送・FM放送ではちょうど正午の『NHKニュース』を放送中だったが、地震発生の一報を受け緊急放送に切り替えて進行[27]。途中で津波警報を放送したが津波襲来に間に合わなかった[28]。このあとも秋田や青森とつなぎ[29]、600 こちら情報部の内容を地震関連情報に差し替えて[30]、通常の番組編成を白紙化、休止して地震報道を行った[注 2]。また、秋田局のカメラマンが取材中に秋田市内で地震に遭遇・ガソリンスタンドなどが激しく揺れる瞬間を撮影しており、映像がニュースや特集番組で放送された。
  - この時、教育テレビ、ラジオ第二放送も含め、大津波警報の発令時の12時19分-12時23分[31]、15時-15時10分[32]、16時-16時10[33]、18時1分-18時11分[34]の都合4回、全5波全中（当時は地上波のみ）の一斉放送に差し替えられた。
- 日本テレビ（NNN）では『お昼のワイドショー』放送中に一報が入り、番組内容を変更して対応した。また、青森市農業会館で開かれていた青森県農業政策会議の最中に地震が発生し、椅子が動くなか大勢の参加者が立ち上がれなくなった生々しい映像を青森放送の新米の葛西真也カメラマンが偶然撮影し、NNNの記録として残った他、アメリカNBCなど世界にもこの映像が配信された。
- フジテレビ（FNN）では『森田一義アワー 笑っていいとも!』 の放送中の一報だが、「テレフォンショッキング」（ゲスト・小室等）を流したことまでは確認されている。当時、青森県にはFNNの系列局がなかったため、フジテレビ青森支局が取材を行ったほか秋田テレビや仙台放送、当時フジテレビ系だった山形テレビ、北海道文化放送など周辺の局が取材団を組んで対応。秋田テレビでは、公園の噴水の水が激しい揺れで四方八方に飛び散る映像や、秋田市営八橋球場で高校総体予選の野球大会中に地震が発生して選手や観客がパニックになった映像を撮影して繰り返し放送した。また、この年の4月にFNNに加入したばかりの福島テレビではこの地震の報道特番がFNN加入後初めて放送された『FNN報道特別番組』であったほか、FNNの取材団として取材活動にも尽力した。
- TBS（東京放送、JNN）では、『スーパーダイスQ』の放送中の一報から『JNN報道特別番組』（ネット冠つきかは不明）を放送。秋田県にはJNNの系列局がないため、被害状況は岩手放送や青森テレビ、東北放送など周辺の局が取材団を組んで対応した。
- テレビ朝日（ANN）では当時青森・秋田両県にフルネット局がなかったため、日本テレビ系とテレビ朝日系のクロスネットであった青森放送やフジテレビ系とテレビ朝日系のクロスネットであった秋田テレビの映像を利用した。先に述べた会議場での様子（青森放送撮影）や噴水の様子（秋田テレビ撮影）がANNの記録として残り、現在では秋田朝日放送や青森朝日放送で利用されている。なお、この2局ではクロスネットの枠の都合上『ANN報道特別番組』は放送されなかったほか、時差放送で第一報時に『アフタヌーンショー』を放送していた局も本来のメイン系列の報道特番優先で放送がなされず返上されたところもあった。
- 当時普及しつつあった家庭用ビデオカメラなどを使って、地元住民や旅行者等が津波の克明な映像・写真を多数撮影したが、それらも各放送局に提供されニュースや特集番組（同年9月30日にNHKで放送された『目撃された大津波 - 日本海中部地震の記録』など）で放送された。男鹿市立鹿山（ろくざん）小学校（現:北陽小学校）では全校児童が校庭に避難する中に津波が延々と押し寄せ、恐怖のあまり児童が叫ぶ様子が家庭用ビデオで撮影され、繰り返し放送された。秋田県立男鹿水族館でも、津波によって駐車場から自動車がさらわれてしまう映像が撮られた。青森県の十三湖では人々や車が次々に津波に飲み込まれるショッキングな連続写真が撮られた。 事実上、動く映像としての津波を数々の視点から捉えた初めての地震となった。これらの映像は世界各国にも放映され、多数の動画で津波の恐ろしさを世界中に知らしめる初めての事例ともなった。後の東日本大震災でも津波の映像が多く放映されている。

### ラジオ
- 地震発生後、秋田放送では午後11時まで緊急特別番組を放送した[注 3]。緊急特別番組の中では市民報告、各自治体からの報告など決め細かな情報を伝えた[35]。
- 地震後の道路状況の悪さ（亀裂など）からラジオカーの出動が困難になったため、アマチュア無線家からも情報を募った。しばらくして男鹿市にある秋田県立船川水産高校のアマチュア無線クラブから津波の情報が寄せられた。
- 青森放送でも午後1時40分[36]から午後4時30分まで緊急特別番組を放送した。
- 北海道放送でも特別番組を放送した（放送時間不明）。 これは当時同局のアナウンサーである鎌田強が妻の出産で秋田に帰省していたときに偶然にもこの地震に遭遇したためである。鎌田は札幌に戻る際、局から「取材に功あったため、帰路は出張扱いにする」と連絡を受けたという。なお、札幌市は震源地から距離があったこともあり、STVラジオ（当時:札幌テレビ放送）では定時ニュースで触れたのみだった。

## 地震史
有史以来東北北部日本海側に被害を及ぼした地震は多いが、そのほとんどが内陸部に震源を持ち、人的被害は住宅が壊れたことなどによるものが多かった。1964年（昭和39年）5月7日には日本海中部地震とほぼ同じ場所でM 6.9の男鹿半島沖地震が発生しているが、このときは堤防決壊が3カ所、山崩れが5カ所、全壊住宅1戸、半壊住宅5戸の被害で津波は1 m未満しかなく、津波による被害はなかったため、逆に海岸に避難した方が安全であった。また、研究不足から日本海東縁海底を震源とする巨大地震とそれに続く津波に対する危険性の認識を低くさせていた。明治以降たびたび津波に襲われた三陸海岸の住民と違って、地震を津波に直接結びつける意識が行政および住民になく、津波警報がテレビで放映されても住民はそれに疑念を持った。そのことも前述のような津波被害につながる原因となった。反面、地震発生時が正午頃にもかかわらず、火災発生が全くなかったのは、地震と火災を結びつけて考えていた住民の意識と行政の啓蒙の成果とされている。
東日流外三郡誌では、十三湊の安東氏の勢力が失われるのは巨大地震とそれに続く津波が原因であるとするが、現在、東日流外三郡誌は偽書とされ、また十三湊には巨大津波の痕跡はないことが、発掘により明らかになっている。
この地域では1000年以上のサイクルで地震が発生すると想定され、その対策の効果を疑問視する人もいた。だが、わずか10年後の巨大地震でもある北海道南西沖地震が発生して対策の効果はある程度確認されている。
その後の研究により、日本海東縁地域は実は活発な地震地帯であり18世紀以降、100年に4 - 5回程度津波を伴う地震が続いていることが明らかとなり、太平洋側の相模湾・駿河湾や東海地域なみの観測態勢が望まれている。

## 備考

### 自然災害伝承碑

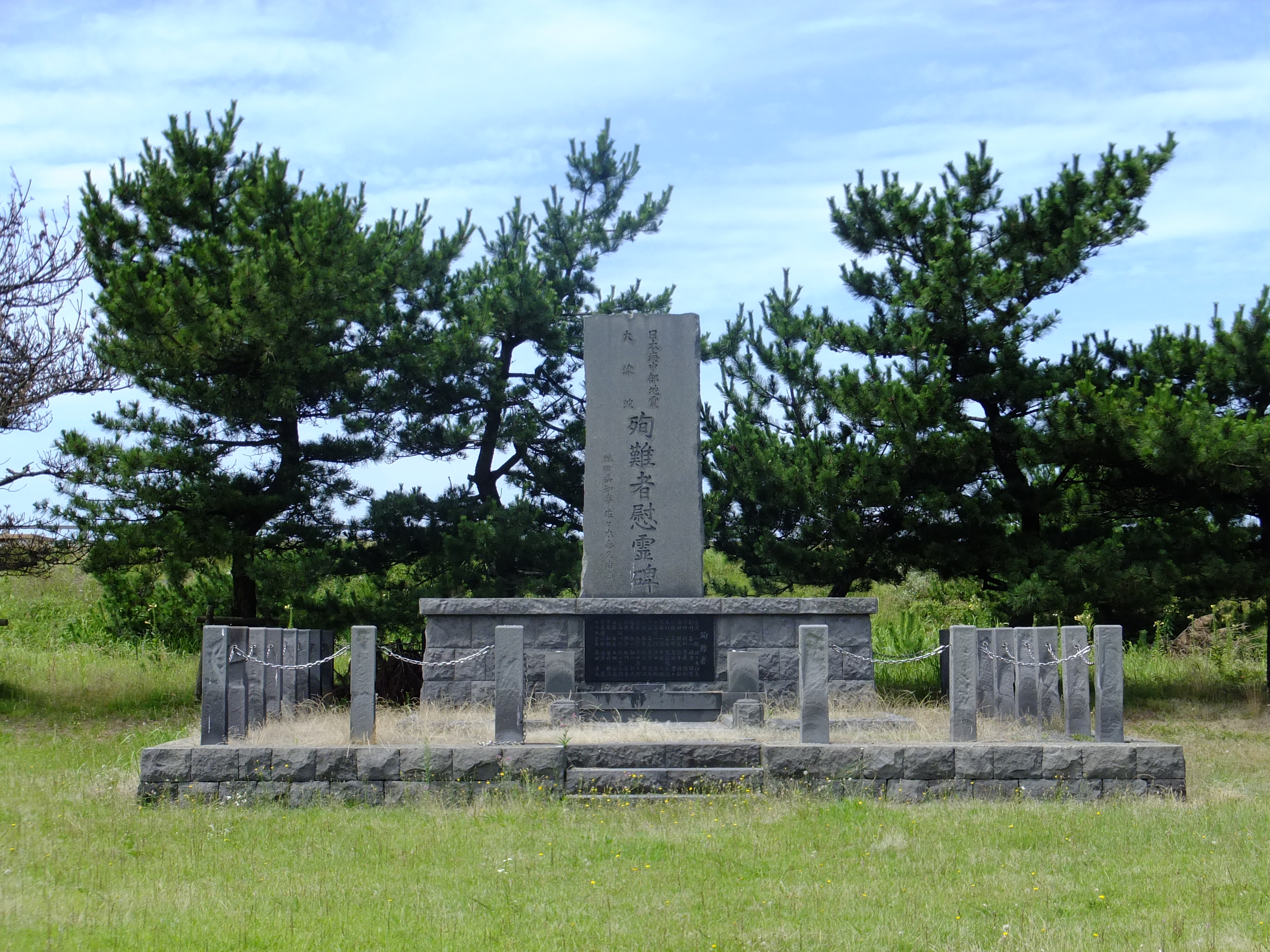
日本海中部地震殉難者慰霊碑（秋田県能代市）。能代港では当時火力発電所建設に伴う埋め立て工事が行われていたため、作業員35名が犠牲となった。

- 合川南小学校児童地震津波殉難の碑（秋田県男鹿市戸賀加茂青砂）[41]
- スイス人女性犠牲者の慰霊碑（秋田県男鹿市戸賀塩浜）[41]
- 日本海中部地震津波慰霊之碑（秋田県男鹿市五里合神谷）[41]
- 日本海中部地震地震災害復旧記念碑（秋田県男鹿市角間崎）[41]
- 津波之塔（青森県五所川原市十三北口）[42][43]
- 濤安の乙女（秋田県山本郡八峰町八森）[43]

他

### 県民防災の日
- この日本海中部地震をきっかけに5月26日は秋田県の「県民防災の日」となり、県内各地で大地震を想定した防災訓練が毎年行われている。

### 映像
- 2003年（平成15年）の三陸南地震は日本海中部地震と同日に発生し、秋田県内のテレビ局で日本海中部地震から20周年を特集したニュースを放送している最中に揺れを観測した。

## 関連作品
- 『激濤 Magnitude 7.7』 - 矢口高雄の描き下ろしによる日本海中部地震を題材にした漫画。